# Nogent (Haute-Marne)
Nogent település Franciaországban, Haute-Marne megyében. Lakosainak száma 3562 fő (2022. január 1.). Nogent Is-en-Bassigny, Lanques-sur-Rognon, Louvières, Mandres-la-Côte, Mennouveaux, Ninville, Poinson-lès-Nogent, Sarcey, Sarrey, Thivet, Vesaignes-sur-Marne és Vitry-lès-Nogent községekkel határos.

## Népesség
A település népességének változása:
| Lakosok száma | 4723 | 5318 | 4754 | 4075 | 3895 | 3865 | 3752 | 3591 | 3567 | 3562 |
|               | 1968 | 1982 | 1990 | 2006 | 2013 | 2015 | 2017 | 2019 | 2020 | 2022 |